# Campeonato Europeu de Atletismo em Pista Coberta de 2021 - 400 m feminino
A prova dos 400 metros feminino do Campeonato Europeu de Atletismo em Pista Coberta de 2021 foi disputada nos dias 5 e 6 de março de 2021 na Arena Toruń, em Toruń, na Polónia.

## Recordes
Antes desta competição, os recordes mundiais e do campeonato nesta prova eram os seguintes:
|                       | Nome                  | Nacionalidade   | Tempo  | Local | Data               |
| --------------------- | --------------------- | --------------- | ------ | ----- | ------------------ |
| Recorde mundial       | Jarmila Kratochvílová | Tchecoslováquia | 49s 59 | Milão | 7 de março de 1982 |
| Recorde do campeonato | Jarmila Kratochvílová | Tchecoslováquia | 49s 59 | Milão | 7 de março de 1982 |
| Recorde europeu       | Jarmila Kratochvílová | Tchecoslováquia | 49s 59 | Milão | 7 de março de 1982 |

## Medalhistas
| Ouro            | Prata                        | Bronze               |
| Femke Bol (NED) | Justyna Święty-Ersetic (POL) | Jodie Williams (GBR) |

## Cronograma
Todos os horários são locais (UTC +1).
| Data       | Hora  | Evento    |
| ---------- | ----- | --------- |
| 5 de março | 11:22 | Bateria   |
| 5 de março | 19:33 | Semifinal |
| 6 de março | 20:25 | Final     |

## Resultados

### Bateria
Qualificação: 2 atletas de cada bateria (Q) mais os 4 melhores qualificados (q).
| Posição | Bateria | Atleta                    | Nacionalidade | Tempo | Notas                |
| ------- | ------- | ------------------------- | ------------- | ----- | -------------------- |
| 1       | 5       | Phil Healy                | Irlanda       | 52.00 | Q                    |
| 2       | 3       | Justyna Święty-Ersetic    | Polónia       | 52.06 | Q                    |
| 3       | 3       | Jessie Knight             | Reino Unido   | 52.17 | Q,                   |
| 4       | 5       | Léa Sprunger              | Suíça         | 52.25 | Q                    |
| 5       | 3       | Cynthia Bolingo Mbongo    | Bélgica       | 52.27 | q,                   |
| 6       | 4       | Jodie Williams            | Reino Unido   | 52.35 | Q                    |
| 7       | 5       | Modesta Justė Morauskaitė | Lituânia      | 52.52 | q,                   |
| 8       | 4       | Andrea Miklós             | Roménia       | 52.57 | Q                    |
| 9       | 6       | Ama Pipi                  | Reino Unido   | 52.63 | Q,                   |
| 10      | 3       | Kateryna Klymyuk          | Ucrânia       | 52.70 | q,                   |
| 11      | 5       | Rebecca Borga             | Itália        | 52.72 | q                    |
| 12      | 4       | Alice Mangione            | Itália        | 52.73 | Recorde pessoal      |
| 13      | 2       | Lieke Klaver              | Países Baixos | 52.74 | Q                    |
| 14      | 7       | Irini Vasiliou            | Grécia        | 52.76 | Q,                   |
| 15      | 2       | Anna Ryzhykova            | Ucrânia       | 52.76 | Q                    |
| 16      | 1       | Femke Bol                 | Países Baixos | 52.77 | Q                    |
| 17      | 6       | Lisanne de Witte          | Países Baixos | 52.82 | Q, =                 |
| 18      | 6       | Lada Vondrová             | Chéquia       | 52.83 |                      |
| 19      | 1       | Hanna Mikhailava          | Bielorrússia  | 52.96 | Q                    |
| 20      | 7       | Agnė Šerkšnienė           | Lituânia      | 53.00 | Q                    |
| 21      | 1       | Laura Müller              | Alemanha      | 53.03 |                      |
| 22      | 6       | Corinna Schwab            | Alemanha      | 53.06 |                      |
| 23      | 7       | Amandine Brossier         | França        | 53.23 |                      |
| 24      | 3       | Cátia Azevedo             | Portugal      | 53.28 | Recorde da temporada |
| 25      | 3       | Maja Ćirić                | Sérvia        | 53.28 | Recorde da temporada |
| 26      | 2       | Sophie Becker             | Irlanda       | 53.31 |                      |
| 27      | 4       | Susanne Walli             | Áustria       | 53.41 | Recorde pessoal      |
| 28      | 1       | Tereza Petržilková        | Chéquia       | 53.46 |                      |
| 29      | 7       | Anastasiia Bryzgina       | Ucrânia       | 53.50 |                      |
| 30      | 5       | Hanne Maudens             | Bélgica       | 53.63 |                      |
| 31      | 4       | Aauri Lorena Bokesa       | Espanha       | 53.64 |                      |
| 32      | 2       | Camille Laus              | Bélgica       | 53.68 |                      |
| 33      | 7       | Sharlene Mawdsley         | Irlanda       | 53.68 |                      |
| 34      | 4       | Iveta Putalová            | Eslováquia    | 53.69 | Recorde da temporada |
| 35      | 2       | Eleonora Marchiando       | Itália        | 53.70 |                      |
| 36      | 2       | Krystsina Muliarchik      | Bielorrússia  | 53.93 |                      |
| 37      | 1       | Andrea Jiménez            | Espanha       | 54.34 |                      |
| 38      | 1       | Silke Lemmens             | Suíça         | 54.48 |                      |
| 39      | 6       | Evelin Nádházy            | Hungria       | 55.11 |                      |

### Semifinal
Qualificação: 2 atletas de cada bateria (Q).
| Posição | Bateria | Atleta                    | Nacionalidade | Tempo | Notas                |
| ------- | ------- | ------------------------- | ------------- | ----- | -------------------- |
| 1       | 3       | Femke Bol                 | Países Baixos | 51.17 | Q                    |
| 2       | 2       | Justyna Święty-Ersetic    | Polónia       | 51.34 | Q,                   |
| 3       | 2       | Lieke Klaver              | Países Baixos | 52.09 | Q                    |
| 4       | 3       | Jodie Williams            | Reino Unido   | 52.09 | Q,                   |
| 5       | 2       | Anna Ryzhykova            | Ucrânia       | 52.11 | Recorde pessoal      |
| 6       | 2       | Jessie Knight             | Reino Unido   | 52.22 |                      |
| 7       | 1       | Phil Healy                | Irlanda       | 52.41 | Q                    |
| 8       | 1       | Andrea Miklós             | Roménia       | 52.41 | Q                    |
| 9       | 1       | Amarachi Pipi             | Reino Unido   | 52.54 | Recorde da temporada |
| 10      | 3       | Léa Sprunger              | Suíça         | 52.64 |                      |
| 11      | 2       | Agnė Šerkšnienė           | Lituânia      | 53.09 |                      |
| 12      | 1       | Lisanne de Witte          | Países Baixos | 53.10 |                      |
| 13      | 1       | Kateryna Klymyuk          | Ucrânia       | 53.10 |                      |
| 14      | 1       | Hanna Mikhailava          | Bielorrússia  | 53.10 |                      |
| 15      | 3       | Modesta Justė Morauskaitė | Lituânia      | 53.20 |                      |
| 16      | 3       | Irini Vasiliou            | Grécia        | 53.31 |                      |
| 17      | 3       | Cynthia Bolingo Mbongo    | Bélgica       | 53.74 |                      |
| 18      | 2       | Rebecca Borga             | Itália        | 54.23 |                      |

### Final
A final aconteceu às 20:25 no dia 6 de março de 2021.
| Posição           | Raia | Atleta                 | Nacionalidade | Tempo | Notas           |
| ----------------- | ---- | ---------------------- | ------------- | ----- | --------------- |
| Medalha de ouro   | 6    | Femke Bol              | Países Baixos | 50.63 | EL,             |
| Medalha de prata  | 5    | Justyna Święty-Ersetic | Polónia       | 51.41 |                 |
| Medalha de bronze | 1    | Jodie Williams         | Reino Unido   | 51.73 | Recorde pessoal |
| 4                 | 4    | Phil Healy             | Irlanda       | 51.94 | Recorde pessoal |
| 5                 | 3    | Lieke Klaver           | Países Baixos | 52.03 |                 |
| 6                 | 2    | Andrea Miklós          | Roménia       | 52.10 |                 |

Legenda
| Recorde mundial       | Recorde mundial (World record)               |                       | Recorde africano                      | Recorde africano (African) |                                           | Q | Classificado por posição (Qualified) |
| Recorde do campeonato | Recorde do campeonato (Championship record)  | Recorde da América    | Recorde da América (Americas)         | q                          | Classificado por melhor tempo (Qualified) |   |                                      |
| Melhor marca do ano   | Melhor marca do ano (World leading)          | Recorde asiático      | Recorde asiático (Asian)              | DNS                        | Não largou (Did not start)                |   |                                      |
| Recorde nacional      | Recorde nacional (National record)           | Recorde europeu       | Recorde europeu (European)            | DNF                        | Não terminou (Did not finish)             |   |                                      |
| Recorde pessoal       | Recorde pessoal do atleta (Personal best)    | Recorde da Oceania    | Recorde da Oceania (Oceania)          | DSQ / DQ                   | Desclassificado (Disqualified)            |   |                                      |
| Recorde da temporada  | Recorde da temporada do atleta (Season best) | Recorde sul-americano | Recorde sul-americano (South America) | NM                         | Sem marca (No mark)                       |   |                                      |